# Crida per Sabadell
La Crida per Sabadell és una coalició electoral articulada a Sabadell (Vallès Occidental) per a les eleccions municipals de 2015. Nascuda com a moviment assembleari d'esquerres de la ciutat, cristal·litzà les aliances del Moviment Popular de Sabadell i les assemblees locals dels partits Entesa per Sabadell i Candidatura d'Unitat Popular (CUP). El seu cap de llista fou Maties Serracant, que va ser l'alcalde de Sabadell des del 25 de juliol de 2017 fins al 15 de juny de 2019, quan va ser substituït per la socialista Marta Farrés.
El grup es va crear a finals del 2014. Als comicis municipals de 2015 va presentar una candidatura encapçalada per Maties Serracant i va obtenir 11.110 vots i 4 regidors. Posteriorment va pactar amb ERC la formació del nou govern de la ciutat, que substituiria el del PSC, partit que havia governat la ciutat ininterrompudament des de l'any 1999. Els moviments que formen la Crida per Sabadell s'havien destacat per la ferma oposició a l'alcalde socialista Manuel Bustos i el seu estil de governar la ciutat, que relacionaven amb el clientelisme i la corrupció, i que hom va batejar com «estil Bustos».
L'1 de juny de 2016, l'aleshores tinent d'alcalde i regidor d'urbanisme per la Crida per Sabadell, Maties Serracant, va renunciar als seus càrrecs de govern quan un jutge va comunicar-li que seria investigat. L'origen de la investigació era una denúncia per presumpte tràfic d'influències interposada pel regidor del PSC Josep Ayuso i una funcionària de l'Ajuntament. Serracant havia autoritzat la cessió de l'edifici annex de Cal Balsach a un grup d'entitats veïnals de la Creu Alta, fet que segons els denunciants comportava diverses irregularitats. La cessió ja havia estat aprovada prèviament pel ple municipal quan Ayuso era membre del govern municipal del PSC.
A finals de desembre del mateix any, Serracant va anunciar que es reincoporava a la seva funció de tinent d'alcalde de territori i sostenibilitat malgrat no haver declarat encara davant el jutge. El polític considerava que la denúncia havia format part d'una «trampa política» i el seu partit en va decidir en assemblea la reincoporació al govern municipal. Pocs mesos després, el maig de 2017, el PSC va anunciar que es retirava del procés judicial i que no es presentaria com a acusació particular.
Tal com es va pactar en l'acord de govern de 2015, al cap de dos anys de govern d'Esquerra havia de cedir l'alcaldia a un altre dels integrants del pacte. Es va produir una llarga negociació on la formació local Unitat pel Canvi (formada per ICV-EUiA i Podem) també reclamava l'alcaldia, en ser la força més votada en les eleccions. Per una altra banda, Esquerra tenia reticències a cedir l'alcaldia a Unitat pel Canvi, amb relació a la celebració del referèndum per la independència. Finalment es va acordar cedir l'alcaldia a Maties Serracant, cap de llista de la Crida.

## Membres destacats
- Oleguer Presas
- Roc Casagran
- Pau Llonch